# Лесковачки зборник
Лесковачки зборник је научни часопис који се бави културно-историјском баштином Лесковца и југа Србије. Издавач Лесковачког зборника је Народни музеј у Лесковцу.

## О часопису
Лесковачки зборник је почео да излази 1961. године као издање Народног музеја у Лесковцу. 
 У оквиру актуелне локалне периодике, Лесковачки зборник је најстарији часопис. Појављује се у континуитету, као годишњи зборник радова из различитих области, са укупно 57 свезака до 2017. године. Истовремено, то је најстарија периодика народних музеја уже Србије.
Проучавање Лесковца и околине у оквиру издавачке делатности лесковачког Народног музеја започело је 1950. године. До појаве Лесковачког зборника објављивана су историографска дела мањег броја аутора. У другом периоду који почиње са Лесковачким зборником, презентоване су и расправе, студије и чланци који се односе не само на прошлост лесковачког краја него и на његову географију, антропогерографију, етнографију, етнологију и социологију.
Континуирано излажење овог научног часописа такође је допринело повећању броја монографских публикација чији је издавач Народни музеј у Лесковцу. Покренуте су едиције: Библиотека Народног музеја у Лесковцу, Посебна издања (библиотека Раднички покрет и социјалистичка револуција)и Вансеријска (специјална) издања.
Лесковачки зборник је утицао на појаву сличних часописа у Врању, Пироту и Нишу.

### Први уређивачки одбор
Први уређивачки одбор Лесковачког зборника чинили су Драгутин Ђорђевић, Стојан Николић, Хранислав Ракић (одговорни уредник), Драгић Станковић, Миодраг Стефановић и Радмила Стојановић.